# Festival de la trompeta de Guča
El Festival de la trompeta de Guča, conocido también como la Asamblea de Dragačevo (en serbio: Драгачевски сабор o Dragačevski sabor), es un festival anual de bandas de trompetas que se celebra en el municipio de Guča, cerca de la ciudad de Čačak, en la región de Dragačevo, en el oeste de Serbia. Guča está situado a unas tres horas en autobús desde Belgrado.
El Festival de la Trompeta en Guca (serbio: Драгачевски сабор), es un festival de bandas realizado anualmente cerca de la ciudad de Čačak en Serbia.
Según los organizadores, varios cientos de miles de visitantes llegan hasta el pequeño pueblo de 2.000 habitantes cada año, tanto del resto de Serbia como del extranjero. Durante el año previo al festival se realizan distintas eliminatorias a nivel regional, de manera que en el propio festival tan sólo compite una docena de bandas. Los conciertos, gratuitos todos ellos, tienen lugar en el campo de fútbol de la localidad, pero por todo el pueblo hay bandas no oficiales tocando para los visitantes.
En la actualidad el festival dura 6 días, al final de los cuales se celebra la final de bandas y los conciertos más importantes, con la actuación de grandes nombres como Goran Bregović o Boban Marković y sus respectivas orquestas.

## Trompeta de oro
Previo al festival, grupos locales y extranjeros compiten en un certamen para seleccionar a la mejor banda. Las finales de dicho certamen se realizan durante la semana del festival, el último día se lleva a cabo la final cuyo premio es la trompeta de oro, máximo galardón que reciben en este ritmo musical.

## Participantes destacados
- Goran Bregović
- Boban Marković
- Milan Mladenovic
- Ekrem Sajdic
- Elvis Ajdinovic
- Fejat and Zoran Sejdic